# 奧斯古德 (密蘇里州)
奧斯古德（英語：Osgood）是位於美國密蘇里州沙利文縣的村。

## 人口
根據2020年美國人口普查的數據，奧斯古德的面積為0.47平方千米，皆為陸地。當地共有人口24人，而人口密度為每平方千米51人。